# Суасон-сюр-Насе
Суасо́н-сюр-Насе́ (фр. Soissons-sur-Nacey) — коммуна во Франции, находится в регионе Бургундия. Департамент коммуны — Кот-д’Ор. Входит в состав кантона Понтайе-сюр-Сон. Округ коммуны — Дижон.
Код INSEE коммуны — 21610.

## Население
Население коммуны на 2010 год составляло 330 человек.
| 1962 | 1968 | 1975 | 1982 | 1990 | 1999 | 2010 |
| ---- | ---- | ---- | ---- | ---- | ---- | ---- |
| 203  | 199  | 212  | 221  | 216  | 257  | 330  |

## Экономика
В 2010 году среди 203 человек трудоспособного возраста (15—64 лет) 160 были экономически активными, 43 — неактивными (показатель активности — 78,8 %, в 1999 году было 66,0 %). Из 160 активных жителей работали 148 человек (74 мужчины и 74 женщины), безработных было 12 (7 мужчин и 5 женщин). Среди 43 неактивных 19 человек были учениками или студентами, 16 — пенсионерами, 8 были неактивными по другим причинам.